# Onciale 079
- Papyrus
- Onciale
- Minuscules
- Lectionnaire

Le Codex 079, portant le numéro de référence  079 (Gregory-Aland), ε 16 (Soden), est un manuscrit du parchemin du Nouveau Testament en écriture grecque onciale.

## Description
Le codex se compose de 2 folios. Il est écrit sur deux colonnes, avec 23 lignes par colonne. Les dimensions du manuscrit sont 31 cm x 25 cm. C'est un palimpseste, le supérieur texte est Géorgien. Les paléographes datent ce manuscrit du VIe siècle,. 
Le codex a été examiné par Constantin Tischendorf et Kurt Treu.
Contenu
C'est un manuscrit contenant le texte du Luc 7,39-49; 24,10-19. 
Texte
Le texte du codex représenté type mixte. Kurt Aland le classe en Catégorie III. 
Lieu de conservation
Le codex est actuellement conservé à la Bibliothèque nationale russe (Gr. 13, fol. 9-10) à Saint-Pétersbourg.